# Кузнецово (Шатурский район)
Кузнецо́во — деревня в Шатурском муниципальном районе Московской области. Входит в состав городского поселения Шатура. Население — 11 чел. (2010).

## Расположение
Деревня Кузнецово расположена в северо-западной части Шатурского района, расстояние до МКАД порядка 125 км. Высота над уровнем моря 133 м.

## Название
В письменных источниках деревня упоминается как Савино, Кузнецы, позднее Кузнецово.
Название связано с некалендарным личным именем Кузнец.

## История
Впервые упоминается в писцовой Владимирской книге В. Кропоткина 1637—1648 гг. как деревня Савино, Кузнецы тож стана Сенег Владимирского уезда. Деревня принадлежала Фёдору Ивановичу Шереметеву.
Последним владельцем деревни перед отменой крепостного права был штабс-ротмистр Михаил Иванович Головин.
После отмены крепостного права деревня вошла в состав Старовской волости.
После Октябрьской революции 1917 года был образован Кузнецовский сельсовет, в который вошла деревня Кузнецово. В 1923 году сельсовет находился в составе Красновской волости Егорьевского уезда Московской губернии.
В 1924 году Кузнецовский сельсовет был упразднён, а деревня Кузнецово вошла в состав Красновского сельсовета.
В ходе реформы административно-территориального деления СССР в 1929 году вновь образован Кузнецовский сельсовет в составе Шатурского района Орехово-Зуевского округа Московской области.
В 1954 году Кузнецовский и Кобелевский сельсоветы были объединены в Филисовский сельсовет.
C 1959 года деревня входила в Петровский сельсовет.

## Население
| 1859 | 1868 | 1885 | 1905 | 1926 | 1931 |
| ---- | ---- | ---- | ---- | ---- | ---- |
| 156  | ↗195 | ↗250 | ↗304 | ↘270 | ↗440 |
| 1970 | 1993 | 2002 | 2006 | 2010 |      |
| ↘40  | ↘8   | ↘4   | ↗5   | ↗11  |      |